# (13780) 1998 UZ8
(13780) 1998 UZ8 è un asteroide troiano di Giove del campo greco. Scoperto nel 1998, presenta un'orbita caratterizzata da un semiasse maggiore pari a 5,138938 UA e da un'eccentricità di 0,094808, inclinata di 8,257842° rispetto all'eclittica.